# Manuela García Romero
Manuela García Romero és una metgessa i política mallorquina, ocupant actualment el càrrec de Consellera de Salut del Govern Balear.

## Biografia
És llicenciada en Medicina i Cirurgia per la Universitat de Sevilla i especialista en gestió de malalties per la Universitat de València. Des del 1990 ha treballat com a metgessa, desenvolupant des del 1997 la seva tasca professional com a anestesiòloga, primer a l'hospital de Son Dureta i després, des del tancament d'aquest, a Son Espases. Entre el 2006 i el 2016 fou presidenta de la Societat Balear d'Anestesiologia i Reanimació. El maig de 2018 fou elegida presidenta del Col·legi Oficial de Metges de les Illes Balears, càrrec que ocupà fins a l'octubre de 2020 en que fou elegida vicepresidenta de l'Organització Col·legial Mèdica d'Espanya.
Gràcies a un acord entre el Partit Popular i Vox, que possibilità un govern en solitari del PP, fou nomenada Consellera de Salut.